# Subnautica 2
Subnautica 2 ist ein in Entwicklung befindliches Computerspiel von Unknown Worlds Entertainment. Das Survival-Spiel ist die Fortsetzung des 2018 veröffentlichten Subnautica und mit dem 2021 erschienenen Spin-off Below Zero der dritte Titel der Serie. Die Early-Access-Veröffentlichung des Spiels ist für 2026 geplant.

## Spielprinzip
Subnautica 2 spielt auf einem neuen Planeten und wird erstmals in der Seriengeschichte sowohl einen Einzelspieler- als auch einen Mehrspieler-Modus für bis zu vier Spieler unterstützen. Ein cinematischer Trailer zeigte ein neues Fahrzeug, unbekannte Kreaturen und Umgebungen sowie eine neue Spielmechanik, bei welcher der Spieler in ein anderes Gebiet gezogen werden kann. Spieler werden außerdem in der Lage sein, ihre eigene DNA zu modifizieren, um neue Fähigkeiten zu erlangen – ein Feature, das aus dem ursprünglichen Subnautica gestrichen worden war.

## Entwicklung

### Chronik
Das Spiel wurde am 7. April 2022 offiziell als „das nächste Spiel im Subnautica-Universum“ angekündigt. Im November 2023 teilte Publisher Krafton in einem Finanzbericht mit, dass die Veröffentlichung für 2025 geplant sei. Am 8. Februar 2024 folgte ein weiterer Bericht, in dem es als Multiplayer- und Live-Service-Spiel bezeichnet wurde, auf Unmut der Fans hin, stellten die Entwickler klar, dass es „keine Abonnements, keine Lootboxen, keinen Battle Pass und keine Mikrotransaktionen“ geben werde.
Geplant ist ein Early-Access-Start auf Windows PCs sowie Xbox Series X und S. Im Gegensatz zu den Vorgängern wird Subnautica 2 mit der Unreal Engine 5 entwickelt.
Die ersten Screenshots erschienen 2024, einige davon waren als Easter Eggs im ursprünglichen Subnautica versteckt. Am 17. Oktober 2024 wurde im Rahmen der Xbox Partner Showcase ein Trailer gezeigt, der den Early-Access-Start für 2025 bestätigte. Am 23. April 2025 veröffentlichte das Team auf YouTube den ersten Entwickler-Blog mit neuen Inhalten und frühem Gameplay-Material.
Im Juli 2025 kam es zu mehreren größeren Veränderungen im Entwicklungsteam, was zu einer Reihe von Rechtsstreitigkeiten zwischen Krafton und den ehemaligen Leitern der Entwicklung führte, wobei Krafton auch ankündigte, dass die Veröffentlichung der Early-Access-Version auf 2026 verschoben wurde. Zusammen mit der Ankündigung der Verzögerung wurde ein Gameplay-Trailer veröffentlicht.

### Entlassungen & Rechtsstreitigkeiten
Im Juli 2025 gab Krafton bekannt, dass es den CEO von Unknown Worlds, Ted Gill, sowie die Studio-Mitgründer Charlie Cleveland und Max McGuire durch Steve Papoutsis ersetzt habe. Steve Papoutsis war zuvor als Executive und Senior Producer bei Striking Distance Studios tätig, dem Entwickler von The Callisto Protocol.
Nach Kritik aus der Community wegen des Führungswechsels betonte Unknown Worlds, dass das Spiel „keine Abonnements, keine Lootboxen, keinen Battle Pass und keine Mikrotransaktionen“ enthalten werde. Krafton erklärte, die ursprünglichen Führungskräfte seien entlassen worden, weil sie ihre Verantwortung für das Studio vernachlässigt hätten, was zu erheblichen Verzögerungen bei der Entwicklung von Subnautica 2 geführt habe. Im Juli wurden anonym interne Präsentationsfolien mit Inhaltsänderungen an die Medien geleakt, welche weithin als Versuch aufgefasst wurden, die Entlassungen zu rechtfertigen und dem wachsenden Widerstand der Spielergemeinschaft gegen Krafton entgegenzuwirken.
Cleveland, McGuire und Gill reichten im Zusammenhang mit ihrer Entlassung noch im selben Monat eine Klage gegen Krafton ein. Zudem wurde bekannt, dass die Entlassungen und die verzögerte Veröffentlichung wenige Monate vor einer Bonuszahlung von bis zu 250 Millionen US-Dollar erfolgt waren, die an Umsatzziele geknüpft war und durch einen Early-Access-Release hätte erreicht werden können. Cleveland erklärte außerdem, das Spiel sei bereit für eine Early-Access-Veröffentlichung gewesen.